# Стратиграфічна одиниця
Стратиграфічна одиниця (підрозділ) (рос. стритиграфическая единица (подразделение), нім. höchstrangige geochronologische Einheit f) — відклади (шари) гірських порід, що виділяються за сукупністю органічних (переважно) і неорганічних особливостей, і займають певне положення в загальній послідовності нашарувань, що складають земну кору і мають відносно ізохронні границі. Стратиграфічна одиниця об'єктивно відбиває своєрідність природного етапу геологічного розвитку регіону або Землі в цілому, що виявляється на підставі необоротної еволюції органічного світу. Стратиграфічні одиниці поєднуються в стратиграфічній шкалі, де показано їхній обсяг і співпідпорядкованість.
Існують різні класифікації стратиграфічних підрозділів. За однією з них розрізняють стратиграфічні одиниці трьох категорій:
- 1) загальні (планетарні), які є загальними для всього земної кулі (або для декількох континентів): група, система й, нерідко, ярус;
- 2) провінційні (у межах палео-біогеографічних провінцій) — ярус, зона;
- 3) регіональні — горизонт, шари з географічною назвою й місцева зона.

У Стратиграфічному Кодексі України стратиграфічні підрозділи виділяють за провідною стратиграфічною ознакою: хроностратиграфічні (визначають за часом утворення), літостратиграфічні (за літолого-фаціальними ознаками), біостратиграфічні (за комплексами решток давніх організмів), магніто-стратиграфічні (за палеомагнітною характеристикою), кліматострати-графічні, сейсмостратиграфічні та циклостратиграфічні (за характером будови розрізу). В межах кожної категорії за ступенем підпорядкованості виділяють стратиграфічні підрозділи різного рангу: від елементарних до найбільших (табл.) .
| Стратиграфічні одиниці (підрозділи) | Геохронологічні підрозділи |
| Еонотема                            | Еон                        |
| Ератема (група)                     | Ера                        |
| Система                             | Період                     |
| Відділ                              | Епоха                      |
| Ярус                                | Вік                        |
| Хронозона(стратиграфічна зона)      | Фаза                       |

Категорії
стратиграфічних підрозділів
| Категорії страти-графічних підрозділів | Стратиграфічні підрозділи                                                                                     |
| Хроностратиграфічні                    | Акротема Еонотема Ератема Система Відділ Ярус Хронозона Тільки для четвертинної системи: Розділ Ланка Ступінь |
| Літостратиграфічні                     | Головні: Серія Світа Верстви з географічною назвою Допоміжні: Товща Пачка Пласт-маркер                        |
| Біостратиграфічні                      | Головні: Регіоярус (горизонт) Біостратиграфічні зони різних видів Допоміжні: шари з фауною або флорою         |
| Петростратиграфічні                    | Полікомплекс Комплекс                                                                                         |
| Магнітостратиграфічні                  | Суперзона полярності Ортозона полярності Субзона полярності                                                   |
| Кліматостратиграфічні                  | Кліматоліт Педогоризонт Стадіал                                                                               |
| Сейсмостратиграфічні                   | Сейсмокомплекс Сейсмогоризонт-маркер                                                                          |
| Циклостратиграфічні                    | Цикліти різних рангів                                                                                         |